# غويندولين روا
غويندولين غايل ساندرين راموس روا (بالفرنسية: Gwendoline Ruais)‏ (من مواليد 11 ديسمبر 1989) ملكة جمال فلبينية فرنسية، عارضة أزياء، ممثلة ومقدمة برامج تلفزيونية، والتي توجت ملكة جمال العالم الأولى لعام 2010. فازت روا في مسابقة ملكة جمال العالم في الفلبين لعام 2011 ، ومضت إلى الفلبين في مسابقة ملكة جمال العالم 2011 في لندن ، إنجلترا، حيث احتلت المركز الوصيفة الأولى.

## نشأتها
تحمل غويندولين شهادة في إدارة الأعمال مع مرتبة الشرف من كلية كيشووكي. غويندولين لديها أخت أيضًا متسابقة ملكة جمال تدعى غوينيل روا ، التي شاركت في مسابقة ملكة جمال الفلبين للأرض 2010 وحصلت على المركز الثالث. الشقيقتان هما حفيدان بيير روا ، الذي كان عمدة باريس بين عامي 1956 و 1957.

## الروابط الخارجية
- الموقع الرسمي
- غويندولين روا على إنستغرام

| الجوائز و الإنجازات    | الجوائز و الإنجازات                    | الجوائز و الإنجازات        |
| ---------------------- | -------------------------------------- | -------------------------- |
| سبقه إيما ويروس        | الوصيفة الأولى ملكة جمال العالم 2011   | تبعه ملكة جمال العالم 2012 |
| سبقه تانغ شياو         | ملكة جمال العالم ملكة جمال العالم 2011 | تبعه يو وينكسيا            |
| سبقه كزارينا جاتبونتون | ممثلة الفلبين لملكة جمال العالم 2011   | تبعه كوينريش رحمن          |
| سبقه None              | ملكة جمال العالم الفلبين 2011          | تبعه كوينريش رحمن          |